# Uga
Uga es una localidad del municipio de Yaiza en el sur de la isla de Lanzarote, España. En 2022 contaba con 1201 habitantes.

## Situación
Uga se encuentra a pocos kilómetros al norte de la cabecera municipal de Yaiza. El crecimiento de ambos pueblos en los últimos años los ha aproximado tanto que casi se confunden. Se comunica con Arrecife por la LZ-30. Está localizada cerca del Parque Nacional de Timanfaya. Al este está la Montaña de Tinasoria. La rodean, al norte la Montaña Mesa y la Montaña de la Vieja. Al suroeste se encuentran la Caldera Riscada.

## Historia
Los restos de cerámica encontrados en Uga indican que en la zona ya había poblaciones aborígenes tiempo antes de la llegada de los primeros europeos, si bien no hay dataciones cronológicas claras.
En el siglo XVIII tuvo lugar la erupción de Timanfaya que duró seis años. El cura de Yaiza, D. Andrés Lorenzo Curbelo escribió en su diario que ...el 16 de diciembre de 1730 la lava sepultó la Vega de Uga. Muchas personas tuvieron que huir, y cuando pudieron volver tuvieron que encontrar nuevas maneras de cultivar la tierra.
Según la especialista en geomorfología volcánica Carmen Romero Ruiz varios pueblos desaparecieron por completo durante las erupciones, entre ellos Mancha Blanca o Timanfaya. Mientras tanto, otras zonas como Uga, San Bartolomé, Yaiza o Nazaret no fueron destruidas, pero sí afectadas por la ceniza.
Uga aparece en los mapas de Torriani y en otros posteriores con diferente grafía, por ejemplo en la "Descripzion del estado a que tiene reducida el volcan de la ysla de Lanzarote" que las autoridades de la isla envían el 29 de diciembre de 1731 al Comandante General de las Islas se dice que Huga tenía 18 vecinos.

## Cultura
Uga celebra el 15 de mayo la fiesta de San Isidro Labrador. Durante varios días el pueblo se viste de gala. Hay bailes tradicionales, su conocida romería y fiestas juveniles. Celebración que se inició por la buena cosecha de las tierras de la Uga.
Don Joaquín Rodríguez el "Pollo de Uga" era un gran luchador de lucha canaria nacido en Uga.

## Patrimonio
Dentro de la Finca de Uga hay una casa histórica. Eran unos grandes almacenes. Eran los únicos grandes almacenes que existían en su época, desde Tías hasta Playa Blanca.

## Servicios
Cuenta con un parque de bomberos. También hay un colegio de enseñanza Infantil y Primaria.